# Alfredo Barnechea
Isaac Alfredo Barnechea García (Ica, 19 de mayo de 1952) es un escritor, periodista y político peruano. Fue candidato presidencial por el Partido Acción Popular a las elecciones generales de Perú que se llevaron a cabo el 10 de abril de 2016, en las cuales quedó en el cuarto lugar.
También fue Diputado de la República durante el período (1985-1990).

## Biografía
Alfredo nació en la ciudad de Ica en 1952. Es hijo del matrimonio formado entre Isaac Barnechea Mejía y Mercedes García Bustamante. Es nieto del vasco Justo Barnechea Gamba (llegado al Perú en 1872). Por el lado materno, es sobrino-nieto del poeta peruano Enrique Bustamante y Ballivián, y sobrino-trastataranieto de los presidentes de Bolivia, José Ballivián y Segurola y Adolfo Ballivián Coll.
Cursó la educación básica regular en el Colegio San Vicente de Ica (1957-1967). En 1968, Barnechea fue aceptado en la Pontificia Universidad Católica del Perú (PUCP), en Lima, donde hizo los estudios de pregrado y obtuvo el Bachillerato en Letras. Tras ello, en 1990, realizó estudios de posgrado en la Escuela de Gobierno John F. Kennedy de la Universidad de Harvard (Estados Unidos), donde obtuvo un máster en Administración Pública y Gobierno.

### Actividad profesional
Se ha desempeñado como consultor internacional, así como ejecutivo de organizaciones multilaterales. Sirvió como asesor principal del presidente del Banco Interamericano de Desarrollo (BID) y director de Relaciones Externas de dicho Banco. Además, se ha desempeñado como asesor principal de la Secretaría General de la Comunidad Andina de Naciones (CAN). En la esfera privada, ha asesorado y participado en el directorio de varias empresas peruanas y multinacionales.
Como periodista fue columnista en el semanario Caretas. Ha sido publicado en más de cuarenta periódicos de América Latina y en El País de España.
Entre 1977 y 1980 fue conductor del programa televisivo Contacto directo de América Televisión, en el que entrevistó a destacadas figuras del mundo literario y político. Posteriormente fue conductor de En directo de ATV.
Es miembro de la Academia Peruana de Ciencias Morales y Políticas, correspondiente de la Real Academia de Ciencias Morales y Políticas de España, que fue creada en 2007.
Ha recibido la Orden de Bernardo O'Higgins, concedida por el gobierno de Chile (1997). Asimismo, el rey de España le ha concedido la Orden de Isabel la Católica.

## Vida política
En 1980 fue militante del APRA. 
En las elecciones municipales de Lima de 1983, postuló a la Alcaldía de Lima con 31 años de edad, quedando en segundo lugar detrás de Alfonso Barrantes.

### Diputado (1985-1990)
En las elecciones generales de 1985 fue elegido diputado por el APRA para el periodo 1985-1990; sin embargo como consecuencia de discrepancias a nivel interno, renunció a dicho partido en 1987, criticando la estatización de la banca.
Como independiente en la política peruana, cultivó la amistad con dirigentes del partido político Acción Popular, especialmente con el expresidente Fernando Belaúnde. Los orígenes de la amistad de Barnechea con Belaúnde se remontan a la campaña presidencial de Mario Vargas Llosa con el FREDEMO, a la que apoyaron ambos con entusiasmo. Asimismo, Barnechea mantuvo una cercana relación con Javier Pérez de Cuéllar, exsecretario General de la ONU y excandidato presidencial por Unión por el Perú (fundado por ambos) y, a la postre, padrastro de su esposa, Claudia Ganoza Temple.
La amistad y relación de Barnechea con Belaúnde motivó a que fuese invitado a dar un discurso en Homenaje al expresidente (para entonces, ya difunto) en la conmemoración del centenario de su nacimiento, en el año 2012. En aquella ocasión, el cofundador y entonces presidente de Acción Popular, Javier Alva Orlandini, públicamente lo invitó a integrarse su partido.

### Candidato presidencial
En 2014, Alfredo Barnechea aceptó la mencionada invitación y se inscribió en Acción Popular. Posteriormente, en 2015, fue propuesto como candidato presidencial y ganó las elecciones internas acciopopulistas, con el 52 % de los votos válidos, en el primer proceso interno gestionado por la ONPE. Allí derrotó a tres contrincantes y se convirtió oficialmente en el Candidato de Acción Popular para Presidente del Perú, en las elecciones 2016; acompañado en su fórmula por el congresista Víctor Andrés García Belaúnde para la primera vicepresidencia, y Edmundo Del Águila Morote para la segunda vicepresidencia. Quedó en cuarto lugar en las elecciones, detrás de Keiko Fujimori, Pedro Pablo Kuczynski y Verónika Mendoza.
Entre 2016 y 2020 participó en diversas actividades partidarias, pero no tuvo cargo alguno a nivel dirigencial ni tampoco un cargo ejecutivo.
El 25 de octubre de 2020 anunció que participaría en el proceso electoral interno de Acción Popular como precandidato a la Presidencia de la República, en las elecciones 2021; en una fórmula presidencial que contó con la participación de Maricarmen Alva como precandidata a la primera vicepresidencia de la República, y el excongresista Armando Villanueva Mercado como precandidato a la segunda vicepresidencia de la República. Sin embargo, el 23 de noviembre de 2020, seis días antes del proceso electoral interno de Acción Popular, Barnechea anunció que renunciaba a la precandidatura a la Presidencia de la República, por estar en desacuerdo con las decisiones tomadas por la Bancada de Acción Popular y que condujo a la presidencia de la República a Manuel Merino, como también por las divisiones al interior del partido. [cita requerida]
El 29 de agosto de 2024 anunció que participaría en el proceso electoral interno de Acción Popular como precandidato a la Presidencia de la República, en las próximas elecciones de Perú.

## Obras publicadas
Entre otros textos, se destacan seis libros que ha escrito y publicado:
- La República Embrujada. Un caso en la Pobreza de las Naciones (1992).
- Peregrinos de la Lengua (1997).
- La Mayoría de Uno (2000).
- Para salir del laberinto (2001).
- El Edén imperfecto (2005).
- Perú, país de metal y de melancolía. Memorias de una educación política (2010).